# خوان میگل جیمی
خوان میگل جیمی (انگلیسی: Juan Miguel Jaime؛ زادهٔ ۱ ژانویهٔ ۱۹۹۳) بازیکن فوتبال اهل آرژانتین است.
از باشگاه‌هایی که در آن بازی کرده‌است می‌توان به باشگاه فوتبال لانوس اشاره کرد.